# Independența, Constanța
Independenţa là một xã ở hạt Constanţa, România. Đô thị này gồm 5 làng:
- Independenţa (tên lịch sử: Bairamdede, tiếng Thổ Nhĩ Kỳ: Bayramdede)
- Fântâna Mare (tên lịch sử: Başpunar, tiếng Thổ Nhĩ Kỳ: Başpınar)
- Movila Verde (tên lịch sử: Feteşti, tiếng Thổ Nhĩ Kỳ: Kızıl Murat)
- Olteni (tên lịch sử: tiếng Thổ Nhĩ Kỳ: Demirci)
- Tufani